# Діокл Мессенійський
Діокл Мессенійський (дав.-гр. Διοκλῆς ὁ Μεσήνιος) — атлет з давньогрецького нома Мессенія, олімпіонік, переможець стадійного бігу на VII-й античній Олімпіаді 752 року до н. е.